# Perseu (pintor)
Perseu (en llatí Perseus, en grec antic Περσεύς) fou un pintor grec.
Va ser deixeble d'Apel·les de Colofó que li va dedicar un llibre sobre pintura, segons es desprèn d'un passatge ambigu de Plini el Vell ("Apellis discipulus Perseus, ad quem de hac arte scripsit") encara que alguns erudits entenen que era a l'inrevés i que va ser Perseu el que va escriure un llibre probablement sobre la mateixa pintura del seu mestre. De fet la primera interpretació sembla la correcta, ja que era habitual que els mestres escriguessin manuals de pintura per als seus deixebles, i no pas al contrari. Perseu no surt en cap llista d'autors que haguessin publicat sobre pintura, i se sap que Apel·les va escriure sobre el seu art.
Perseu devia florir a l'entorn del 308 aC a l'olimpíada 118.